# Ukrajinská hokejová reprezentace do 18 let
Ukrajinská hokejová reprezentace do 18 let je výběrem nejlepších ukrajinských hráčů ledního hokeje v této věkové kategorii. Od roku 1999 se účastní mistrovství světa do 18 let. Tým je řízen Ukrajinským svazem ledního hokeje, který je členem Mezinárodní hokejové federace.

## Účast namistrovství Evropy
| ME       | Místo konání           | Umístění                        |
| -------- | ---------------------- | ------------------------------- |
| MEJ 1993 | Lotyšsko (Riga)        | C. skupina – 4. místo           |
| MEJ 1994 | Slovinsko (Bled)       | C. skupina – 4. místo           |
| MEJ 1995 | Ukrajina (Kyjev)       | C1. skupina – 1. místo (postup) |
| ME 1996  | Polsko (Sosnovec)      | B. skupina – 1. místo (postup)  |
| ME 1997  | Česko (Znojmo, Třebíč) | 7. místo                        |
| ME 1998  | Švédsko (Mora, Malung) | 8. místo                        |

## Účast namistrovstvísvěta
| MS        | Místo konání                       | Umístění                                  |
| --------- | ---------------------------------- | ----------------------------------------- |
| MS18´1999 | Německo (Füssen a Kaufbeuren)      | 8. místo                                  |
| MS18´2000 | Švýcarsko (Kloten a Weinfelden)    | 9. místo                                  |
| MS18´2001 | Finsko (Heinola, Helsinky a Lahti) | 10. místo                                 |
| MS18´2002 | Slovensko (Piešťany a Trnava)      | 12. místo (sestup)                        |
| MS18´2003 | Francie (Briançon)                 | 1. divize – Skupina B (6. místo – sestup) |
| MS18´2004 | Maďarsko (Debrecín)                | 2. divize – Skupina A (1. místo – postup) |
| MS18´2005 | Polsko (Sosnovec)                  | 1. divize – Skupina B (3. místo)          |
| MS18´2006 | Lotyšsko (Riga)                    | 1. divize – Skupina B (5. místo)          |
| MS18´2007 | Polsko (Sanok)                     | 1. divize – Skupina B (5. místo)          |
| MS18´2008 | Lotyšsko (Riga)                    | 1. divize – Skupina B (5. místo)          |
| MS18´2009 | Bělorusko (Minsk)                  | 1. divize – Skupina A (6. místo – sestup) |
| MS18´2010 | Estonsko (Narva)                   | 2. divize – Skupina B (2. místo)          |
| MS18´2011 | Ukrajina (Doněck)                  | 2. divize – Skupina B (1. místo – postup) |
| MS18´2012 | Maďarsko (Székesfehérvár)          | 1. divize – Skupina B (4. místo)          |
| MS18´2013 | Polsko (Tychy)                     | 1. divize – Skupina B (5. místo)          |
| MS18´2014 | Maďarsko (Székesfehérvár)          | 1. divize – Skupina B (5. místo)          |
| MS18´2015 | Slovinsko (Maribor)                | 1. divize – Skupina B (4. místo)          |
| MS18´2016 | Itálie (Asiago)                    | 1. divize – Skupina B (3. místo)          |
| MS18´2017 | Slovinsko (Bled)                   | 1. divize – Skupina B (5. místo)          |
| MS18´2018 | Ukrajina (Oděsa)                   | 1. divize – Skupina B (1. místo – postup) |
| MS18'2019 | Francie (Grenoble)                 | Divize I A – 6. místo (sestup)            |
| MS18'2020 | Itálie (Asiago)                    | zrušeno                                   |
| MS18'2021 | Itálie (Asiago)                    | zrušeno                                   |
| MS18'2022 | Itálie (Asiago)                    | 2. místo (Divize I B)                     |